# 千工坪镇
千工坪乡，是中华人民共和国湖南省湘西土家族苗族自治州凤凰县下辖的一个乡镇级行政单位。

## 行政区划
千工坪乡下辖以下地区：
岩板井村、板当禾村、香炉山村、高坳村、新坪村、田冲村、牛岩村、亥冲口村、胜花村、通板村、塘公坨村、豹子洞村、桐木村、岩六屯村和箭塘村。